# 西代藩
西代藩（日语：／ Nishidai-han */?）是日本河內國錦部郡西代的藩，延寶7年6月18日或天和2年11月4日（1679年7月25日或1682年12月2日）創藩，享保17年4月1日（1732年4月25日）廢藩，石高是10,000石，藩廳是西代陣屋。

## 歷史
延寶7年6月18日（1679年7月25日），近江膳所藩藩主本多康將分知10,000石予其子本多忠恒，領地涵蓋近江國高島郡、甲賀郡和河內國錦部郡。理由是由於康將之兄本多康長早死，因此他讓位予康長之子本多康慶，並且分知予自己的親生子忠恒。天和2年11月4日（1682年12月2日），忠恒首次獲准前往西代，因此也有說法認為這天才是西代藩創藩之日。
寶永元年12月28日（1705年1月23日），忠恒次子本多忠統繼位。正德3年6月11日（1713年8月1日），忠統首次前往西代，並且在當地設置陣屋。享保4年9月3日（1719年10月15日），他就任為大番頭，享保9年12月23日（1725年2月5日）出任奏者番和寺社奉行，享保10年6月11日（1725年7月20日）獲任命為若年寄。享保17年4月1日（1732年4月25日），忠統轉封至伊勢神戶藩，西代藩就此廢藩，除了近江國的領地和西代村變為幕府領外，其餘均由神戶藩繼承。

## 歷任藩主
| 家名   | 家格      | 名稱     | 石高     | 領地                              |
| ------ | --------- | -------- | -------- | --------------------------------- |
| 本多家 | 譜代 陣屋 | 本多忠恒 | 10,000石 | 近江國高島郡和甲賀郡 河內國錦部郡 |
| 本多家 | 譜代 陣屋 | 本多忠統 | 10,000石 | 近江國高島郡和甲賀郡 河內國錦部郡 |

## 領地
| 令制國 | 郡     | 領地                                                                                                 |
| ------ | ------ | --- |
| 近江國 | 高島郡 | 請所、五番領、岡、鍛冶屋、產所、三田、仁和寺之內、三重生、十八川                                     |
| 近江國 | 甲賀郡 | 西寺、東寺、柑子袋、吉永、正福寺                                                                     |
| 河內國 | 錦部郡 | 日野、鬼住、流谷、寺本、西代、長野、新家、甲田、伏見堂、原、小深之內、廿山之內、板持之內、清水、天見 |

## 註解
1. ↑  西代現為大阪府河內長野市西代町（日语：長野町 (大阪府)）、榮町、錦町和本多町一帶[1]。